# Памер Хајтс (Пенсилванија)
Памер Хајтс (енгл. Palmer Heights) насељено је место без административног статуса у америчкој савезној држави Пенсилванија.

## Демографија
По попису из 2010. године број становника је 3.762, што је 150 (4,2%) становника више него 2000. године.
| Група             | 2000.         | 2010.         |
| Белци             | 3.388 (93,8%) | 3.258 (86,6%) |
| Афроамериканци    | 60 (1,7%)     | 155 (4,1%)    |
| Азијати           | 45 (1,2%)     | 50 (1,3%)     |
| Хиспаноамериканци | 95 (2,6%)     | 248 (6,6%)    |
| Укупно            | 3.612         | 3.762         |